# Introduzione alla Pubblicità Tramite Oggetto
Introduzione alla Pubblicità Tramite l'Oggetto è un libro scritto dall'Istituto Europeo della Pubblicità Tramite l'Oggetto, che si propone di presentare un metodo di comunicazione e di promozione innovativo e sempre più diffuso. Il libro si può considerare un "vademecum", che consente di capire come utilizzare questa tecnica pubblicitaria, i cui vantaggi consistono nel centrare con più precisione i bersagli, o meglio gli utenti da convincere.
Una delle innovazioni degli anni ottanta è stata la strategia detta di "demassificazione", che intende agire su nicchie di possibili destinatari, nate grazie all'esplosione dei mini-mercati, che richiedono una maggiore flessibilità, più opzioni e caratteristiche peculiari dei prodotti.
Uno degli scopi di queste tecniche innovative è fare in modo che il nome del prodotto sia visto il maggior numero delle volte possibile, dal più grande numero di bersagli mirati, il più a lungo possibile, spendendo il meno possibile.
Il libro descrive, innanzitutto, il significato di Pubblicità Tramite l'Oggetto, che deve comprendere vari aspetti: la presenza di un messaggio indelebile, inserito su un supporto oggettuale donato gratuitamente, e presentato ad un destinatario a cui non è richiesto nessun adempimento preliminare.
Nei capitoli seguenti, gli autori paragonano il loro tipo di pubblicità a quella realizzata attraverso altri strumenti, come ad esempio la stampa, che evidenzia il limite di produrre un notevole scarto fra il numero di lettori reali del messaggio pubblicitario e quanti siano stati preventivati, a priori, nel momento di stipulare il contratto con la casa editoriale; inoltre la pubblicità sul giornale è effimera, ha un chilometraggio corto ed è più costosa. Gli autori del testo, ritengono che il loro tipo di pubblicità sia notevolmente più efficace e conveniente di quella radiotelevisiva, che diffonde il messaggio, spesso a vuoto, mentre la Pubblicità Tramite l'Oggetto infonde, e il Direct Mail troppe volte manca il bersaglio oppure non suscita reazioni favorevoli.

## Edizioni
- IEPO, Introduzione alla Pubblicità Tramite l'Oggetto, I quaderni dello IEPO, 1998,  pp.118 , cap.10.